# Olympische Jugend-Winterspiele 2016/Teilnehmer (Argentinien)
| Gelbes Symbol für Goldmedaillen mit stilisierten Olympischen Ringen | Graues Symbol für Silbermedaillen mit stilisierten Olympischen Ringen | Braundes Symbol für Bronzemedaillen mit stilisierten Olympischen Ringen |
| ------------------------------------------------------------------- | --------------------------------------------------------------------- | ----------------------------------------------------------------------- |
| —                                                                   | —                                                                     | —                                                                       |

Argentinien nahm an den Olympischen Jugend-Winterspielen 2016 in Lillehammer mit neun Athleten in sieben Sportarten teil.

## Sportarten

### Eishockey
| Athleten   | Wettbewerb       | Qualifikation | Qualifikation | Finale             | Finale             |
| Athleten   | Wettbewerb       | Punkte        | Rang          | Punkte             | Rang               |
| ---------- | ---------------- | ------------- | ------------- | ------------------ | ------------------ |
| Mädchen    |                  |               |               |                    |                    |
| Iara Haiek | Skills-Challenge | 6             | 16            | nicht qualifiziert | nicht qualifiziert |

### Eiskunstlauf
| Athleten       | Wettbewerb | Kurzprogramm | Kurzprogramm | Free skating | Free skating | Gesamt | Gesamt |
| Athleten       | Wettbewerb | Punkte       | Rang         | Punkte       | Rang         | Punkte | Rang   |
| -------------- | ---------- | ------------ | ------------ | ------------ | ------------ | ------ | ------ |
| Jungen         |            |              |              |              |              |        |        |
| Mauro Calcagno | Einzel     | 23,92        | 16           | 55,58        | 16           | 79,50  | 16     |

### Freestyle-Skiing

#### Slopestyle
| Athleten             | Wettbewerb | Finale       | Finale       | Finale           | Finale |
| Athleten             | Wettbewerb | Durchgang 1  | Durchgang 2  | Bester Durchgang | Rang   |
| -------------------- | ---------- | ------------ | ------------ | ---------------- | ------ |
| Mädchen              |            |              |              |                  |        |
| Esmeralda Villalonga | Slopestyle | 55,40 Punkte | 52,60 Punkte | 55,40 Punkte     | 7      |

### Rennrodeln
| Athleten               | Wettbewerb | Durchgang 1 | Durchgang 1 | Durchgang 2 | Durchgang 2 | Gesamt       | Gesamt |
| Athleten               | Wettbewerb | Zeit        | Rang        | Zeit        | Rang        | Zeit         | Rang   |
| ---------------------- | ---------- | ----------- | ----------- | ----------- | ----------- | ------------ | ------ |
| Mädchen                |            |             |             |             |             |              |        |
| Verónica María Ravenna | Einsitzer  | 53,511 s    | 6           | 53,405 s    | 8           | 1:46,916 min | 7      |

### Ski Alpin
| Jungen                    |              |             |    |                         |                         |                         |                         |
| Tomás Bacigalupo          | Super-G      |             |    |                         |                         | 1:17,29 min             | 42                      |
| Tomás Bacigalupo          | Riesenslalom | 1:27,45 min | 40 | 1:26,69 min             | 32                      | 2:54,14 min             | 31                      |
| Tomás Bacigalupo          | Slalom       | 56,00 s     | 36 | 56,20 s                 | 30                      | 1:52,20 min             | 30                      |
| Tomás Bacigalupo          | Kombination  | 1:17,90 min | 40 | 48,03 min               | 28                      | 2:05,93 min             | 28                      |
| Mädchen                   |              |             |    |                         |                         |                         |                         |
| Francesca Baruzzi Farriol | Super-G      |             |    |                         |                         | 1:18,34 min             | 28                      |
| Francesca Baruzzi Farriol | Riesenslalom | 1:22,96 min | 18 | Wettkampf nicht beendet | Wettkampf nicht beendet | Wettkampf nicht beendet | Wettkampf nicht beendet |
| Francesca Baruzzi Farriol | Slalom       | 57,28 s     | 13 | 52,02 s                 | 10                      | 1:49,30 min             | 10                      |
| Francesca Baruzzi Farriol | Kombination  | 1:19,44 min | 27 | 44,97 s                 | 12                      | 2:04,41 min             | 18                      |

### Skilanglauf
| Athleten        | Wettbewerb       | Qualifikation | Qualifikation | Viertelfinale      | Viertelfinale      | Halbfinale         | Halbfinale         | Finale             | Finale             |
| Athleten        | Wettbewerb       | Zeit          | Rang          | Zeit               | Rang               | Zeit               | Rang               | Zeit               | Rang               |
| --------------- | ---------------- | ------------- | ------------- | ------------------ | ------------------ | ------------------ | ------------------ | ------------------ | ------------------ |
| Jungen          |                  |               |               |                    |                    |                    |                    |                    |                    |
| Marco Dal Farra | Cross            | 3:27,85 min   | 36            |                    |                    | nicht qualifiziert | nicht qualifiziert | nicht qualifiziert | nicht qualifiziert |
| Marco Dal Farra | Sprint klassisch | 3:33,20 min   | 42            | nicht qualifiziert | nicht qualifiziert | nicht qualifiziert | nicht qualifiziert | nicht qualifiziert | nicht qualifiziert |
| Marco Dal Farra | 10 km Freistil   |               |               |                    |                    |                    |                    | 28:19,3 min        | 44                 |

### Snowboard

#### Snowboardcross
| Athleten               | Wettbewerb     | Qualifikation | Qualifikation | Vorlauf | Vorlauf | Halbfinale         | Finale             |
| Athleten               | Wettbewerb     | Zeit          | Rang          | Punkte  | Rang    | Position           | Position           |
| ---------------------- | -------------- | ------------- | ------------- | ------- | ------- | ------------------ | ------------------ |
| Jungen                 |                |               |               |         |         |                    |                    |
| Aaron Stoeff Belkenoff | Snowboardcross | 51,75 s       | 15            | 6       | 16      | nicht qualifiziert | nicht qualifiziert |
| Mädchen                |                |               |               |         |         |                    |                    |
| Delfina Lemann         | Snowboardcross | 1:01,27 min   | 15            | 6       | 14      | nicht qualifiziert | nicht qualifiziert |